# Kanton Ramerupt
Der Kanton Ramerupt war bis 2015 ein französischer Wahlkreis im Département Aube und in der Region Champagne-Ardenne. Er umfasste 24 Gemeinden im Arrondissement Troyes; sein Hauptort (frz.: chef-lieu) war Ramerupt. Die landesweiten Änderungen in der Zusammensetzung der Kantone brachten im März 2015 seine Auflösung.
Der Kanton Ramerupt war 328,57 km² groß und hatte 3755 Einwohner (Stand 2012).

## Gemeinden
| Gemeinde              | Einwohner (Stand: 2022) | Code postal | Code Insee |
| --------------------- | ----------------------- | ----------- | ---------- |
| Avant-lès-Ramerupt    | 156                     | 10240       | 10021      |
| Brillecourt           | 87                      | 10240       | 10065      |
| Chaudrey              | 140                     | 10240       | 10091      |
| Coclois               | 171                     | 10240       | 10101      |
| Dampierre             | 343                     | 10240       | 10121      |
| Dommartin-le-Coq      | 53                      | 10240       | 10127      |
| Dosnon                | 99                      | 10700       | 10130      |
| Grandville            | 87                      | 10700       | 10167      |
| Isle-Aubigny          | 171                     | 10240       | 10174      |
| Lhuître               | 271                     | 10700       | 10195      |
| Longsols              | 132                     | 10240       | 10206      |
| Mesnil-la-Comtesse    | 56                      | 10700       | 10235      |
| Mesnil-Lettre         | 58                      | 10240       | 10236      |
| Morembert             | 29                      | 10240       | 10257      |
| Nogent-sur-Aube       | 311                     | 10240       | 10267      |
| Ortillon              | 22                      | 10700       | 10273      |
| Pougy                 | 266                     | 10240       | 10300      |
| Ramerupt              | 415                     | 10240       | 10314      |
| Saint-Nabord-sur-Aube | 140                     | 10700       | 10354      |
| Trouans               | 203                     | 10700       | 10386      |
| Vaucogne              | 71                      | 10240       | 10398      |
| Vaupoisson            | 127                     | 10700       | 10400      |
| Verricourt            | 60                      | 10240       | 10405      |
| Vinets                | 187                     | 10700       | 10436      |